# Richard Fell
Richard Taylor Fell (n. 11 de noviembre de 1948) fue el Alto Comisionado —embajador— británico en Nueva Zelanda, además de gobernador de las Islas Pitcairn hasta que fue sustituido por George Fergusson. Fue nombrado Comendadror de la Real Orden Victoriana (CVO).
Fue educado en Bootham School, en York, y luego en la Universidad de Bristol y la Universidad de Londres.